# Matilde da Baviera (1532–1565)
Matilde da Baviera (em alemão:  Mechthild von Bayern; 12 de julho de 1532 – Baden-Baden, 2 de novembro de 1565) foi uma nobre alemã. Filha de Guilherme IV da Baviera e sua mulher Maria de Baden-Sponheim. Está sepultada em Stiftskirche, em Baden-Baden.
Em 17 de janeiro de 1557 casou com Felisberto de Baden-Baden, e tiveram cinco filhos:
1. Jacobeia (Jakobe) (1558-1597), que casou com o duque João Guilherme de Jülich-Cleves-Berg;
2. Filipe II (Philip II.) (1559-1588), que sucedeu ao pai como Marquês de Baden-Baden;
3. Ana Maria (Anna Maria) (1562-1583), Terceira esposa de Guilherme de Rosenberg;
4. Maria Salomé (Maria Salome) (1563-1600);
5. menino (nascido e morto a 31 de outubro de 1565).